# El Salvador nos Jogos Olímpicos de Verão de 2008
El Salvador competiu nos Jogos Olímpicos de Verão de 2008 em Pequim, na China.

## Desempenho

### Atletismo
Masculino
| Atletas       | Evento                | Final           | Final           |
| Atletas       | Evento                | Marca           | Posição         |
| ------------- | --------------------- | --------------- | --------------- |
| Salvador Mira | 50 km marcha atlética | Desclassificado | Desclassificado |

Feminino
| Atletas            | Evento                | Final    | Final   |
| Atletas            | Evento                | Marca    | Posição |
| ------------------ | --------------------- | -------- | ------- |
| Verónica Colindres | 20 km marcha atlética | 1h36m52s | 37º     |

### Ciclismo de estrada
Masculino
| Atleta          | Evento             | Final         | Final         |
| Atleta          | Evento             | Tempo         | Posição       |
| --------------- | ------------------ | ------------- | ------------- |
| Mario Contreras | Corrida em estrada | Não completou | Não completou |

### Ciclismo de pista
Feminino
| Atleta        | Evento                 | Qualificação | Qualificação | Semifinal   | Semifinal   | Final       | Final       |
| Atleta        | Evento                 | Tempo        | Posição      | Tempo       | Posição     | Tempo       | Posição     |
| ------------- | ---------------------- | ------------ | ------------ | ----------- | ----------- | ----------- | ----------- |
| Evelyn García | Perseguição individual | 3m56s849     | 13º          | Não avançou | Não avançou | Não avançou | Não avançou |

| Atleta        | Evento             | Pontos/Voltas | Posição |
| ------------- | ------------------ | ------------- | ------- |
| Evelyn García | Corrida por pontos | 0/0           | 16º     |

### Halterofilismo
Feminino
| Atleta    | Evento | Arranque (kg) | Arremesso (kg) | Total (kg)    | Posição       |
| --------- | ------ | ------------- | -------------- | ------------- | ------------- |
| Eva Dimas | +75kg  | 105,0         | Não completou  | Não completou | Não completou |

### Judô
Masculino
| Atleta            | Evento | Preliminares           | Fase de 32                 | Fase de 16             | Quartas                | Semifinais             | Repescagem             | Repescagem             | Repescagem             | Final                  | Final       |
| Atleta            | Evento | Preliminares           | Fase de 32                 | Fase de 16             | Quartas                | Semifinais             | 1ª fase                | Quartas                | Semifinais             | Final                  | Final       |
| Atleta            | Evento | Adversário e resultado | Adversário e resultado     | Adversário e resultado | Adversário e resultado | Adversário e resultado | Adversário e resultado | Adversário e resultado | Adversário e resultado | Adversário e resultado | Pos.        |
| ----------------- | ------ | ---------------------- | -------------------------- | ---------------------- | ---------------------- | ---------------------- | ---------------------- | ---------------------- | ---------------------- | ---------------------- | ----------- |
| Franklin Cisneros | -81 kg |                        | USA T. Stevens D 0000-1011 | Não avançou            | Não avançou            | Não avançou            | Não avançou            | Não avançou            | Não avançou            | Não avançou            | Não avançou |

### Lutas
Livre feminino
| Atleta         | Evento | Preliminar             | Oitavas de final             | Quartas de final           | Semifinal              | Repescagem 1ª rodada   | Repescagem 2ª rodada   | Final                  |
| Atleta         | Evento | Adversário e resultado | Adversário e resultado       | Adversário e resultado     | Adversário e resultado | Adversário e resultado | Adversário e resultado | Adversário e resultado |
| -------------- | ------ | ---------------------- | ---------------------------- | -------------------------- | ---------------------- | ---------------------- | ---------------------- | ---------------------- |
| Ingrid Medrano | -48 kg |                        | ROU E. Dobre V 5-1, 7-7, 0-0 | KAZ T. Bakatyuk D 0-5, 0-2 | Não avançou            | Não avançou            | Não avançou            | Não avançou            |

### Natação
Feminino
| Atleta(s)    | Evento      | Eliminatórias | Eliminatórias | Final       | Final       |
| Atleta(s)    | Evento      | Tempo         | Posição       | Tempo       | Posição     |
| ------------ | ----------- | ------------- | ------------- | ----------- | ----------- |
| Golda Marcus | 400 m livre | 4m23s50       | 39º           | Não avançou | Não avançou |
| Golda Marcus | 800 m livre | 8m51s21       | 35º           | Não avançou | Não avançou |

### Remo
Feminino
| Equipe        | Evento        | Eliminatórias | Eliminatórias | Repescagem | Repescagem | Quartas | Quartas  | Semifinal | Semifinal | Final   | Final                |
| Equipe        | Evento        | Tempo         | Posição       | Tempo      | Posição    | Tempo   | Posição  | Tempo     | Posição   | Tempo   | Posição (Pos. final) |
| ------------- | ------------- | ------------- | ------------- | ---------- | ---------- | ------- | -------- | --------- | --------- | ------- | -------------------- |
| Camila Vargas | Skiff simples | 8m32s06       | 3º Q          |            |            | 8m11s79 | 5º S C/D | 8m22s35   | 4º FD     | 8m02s91 | 4º (22º)             |

### Tênis
Masculino
| Atleta         | Evento  | Fase de 64                   | Fase de 32                | Fase de 16             | Quartas                | Semifinais             | Final                  | Final       |
| Atleta         | Evento  | Adversário e resultado       | Adversário e resultado    | Adversário e resultado | Adversário e resultado | Adversário e resultado | Adversário e resultado | Posição     |
| -------------- | ------- | ---------------------------- | ------------------------- | ---------------------- | ---------------------- | ---------------------- | ---------------------- | ----------- |
| Rafael Arevalo | Simples | KOR Lee H-T. V 4-6, 6-3, 6-4 | SUI R. Federer D 2-6, 4-6 | Não avançou            | Não avançou            | Não avançou            | Não avançou            | Não avançou |

### Tiro
Feminino
| Atleta      | Evento             | Qualificação | Qualificação | Final       | Final       | Posição |
| Atleta      | Evento             | Placar       | Posição      | Placar      | Total       | Posição |
| ----------- | ------------------ | ------------ | ------------ | ----------- | ----------- | ------- |
| Luisa Maida | Pistola de ar 10 m | 375          | 34º          | Não avançou | Não avançou | 34º     |
| Luisa Maida | Pistola livre 25 m | 582          | 6º           | 192         | 774         | 8º      |

### Remo
| S | Classificado(a) para as semifinais |    |                        | FA | Final A (disputa de medalhas) |  |  | FD | Final D (sem medalhas) |
| Q | Classificado(a) para as quartas    | FB | Final B (sem medalhas) | FE | Final E (sem medalhas)        |  |  |    |                        |
| R | Classificado(a) para a repescagem  | FC | Final C (sem medalhas) | FF | Final F (sem medalhas)        |  |  |    |                        |